# Fal·làcia naturalista
La fal·làcia naturalista és una fal·làcia anomenada i introduïda pel filòsof anglès George Edward Moore en el seu llibre Principia ethica del 1903. Moore afirma que es comet una fal·làcia naturalista cada vegada que es pretén fonamentar una proposició ètica a partir d'una definició del terme «bo» que ho identifiqui amb una o més propietats naturals, com ara «agradable», «desitjable» o «més evolucionat».
La fal·làcia naturalista s'empra sovint amb el problema de l'ésser i l'haver de ser, que afirma que és impossible deduir proposicions normatives a partir de proposicions fàctiques. També s'utilitza el terme fal·làcia naturalista per a descriure la creença que el natural és inherentment bo, o que el no-natural és inherentment dolent.